# 레일리 맥클렌던
라일리 매클렌던(Reiley McClendon, 1990년 3월 11일 ~ )은 미국의 배우이다.
배턴루지에서 태어났다.

## 영화
- 배틀타임트랩: 초시공간여행 (2018년)
- 더 퍼펙트 도터 (2016년)
- 샹그릴라 스위트 (2016년) - 1950년대 엘비스 역
- 인디펜던스:인류 최후의 반격 (2014년)
- 던 (2013년)
- 더 마인 (2013년)
- 이프 아이 텔 유 아이 해브 투 킬 유 (2011년)
- 17인의 피고인 (2009년)
- 플라이보이스 (2008년) - 카일 역
- 패밀리가 간다 (2006년) - 니키타 역
- 버팔로 드림스 (2005년)
- 에디의 백만달러 요리 경연대회 (2003년)
- 진주만 (2001년) - 어린 대니 역
- 키드 (2000년)